# Don Benito
Don Benito ist eine spanische Stadt in der Provinz Badajoz in der Autonomen Gemeinschaft Extremadura.

## Geografie
Don Benito liegt am Fluss Guadiana, hat 37.728 Einwohnern (Stand: 2024) und bildet mit der fünf Kilometer entfernten Stadt Villanueva de la Serena (etwa 25.000 Einwohner) ein gemeinsames Stadtgebiet. Don Benito hat eine Stadtfläche von 561,6 km². Nachbarstädte sind Trujillo im Norden, Villanueva de la Serena im Osten und Medellín und Mérida im Westen. Nach Madrid sind es etwa 300 Kilometer.
Don Benito liegt an der Bahnlinie von Mérida nach Puertollano. Die Höhe über dem Meer beträgt 280 m.

## Geschichte
Hinweise auf die Geschichte der Stadt findet man im Dolmen von Magacela im Osten der Provinz Badajoz, die ausgiebig untersucht wurden.
Don Benito wurde im 15. Jahrhundert durch Bewohner umliegender Orte gegründet, die wegen Überschwemmungen des Guadiana umsiedelten. Im Ort entstanden Handwerksbetriebe unter anderem für Bekleidung und Lebensmittel wie Mehl und Öl sowie Handelsbetriebe für Weizen, Wein, Obst und Gemüse.
Im Februar 2022 wurde durch Volksabstimmungen eine Fusion mit Villanueva de la Serena innerhalb von fünf Jahren zu einer Stadt mit 63.000 Einwohnern befürwortet.

## Sehenswürdigkeiten, Kultur und Sport
In Don Benito befinden sich historische Kirchengebäude (Iglesia de Santiago aus dem 16. und 17. Jahrhundert, Iglesia de San Sebastián, ein 1883 gegründete Karmeliterkloster, mehrere Kapellen), Theater (Teatro Imperial, Anfiteatro de Ave María), ein Völkerkundemuseum und ein von Rafael Moneo entworfenes Kulturhaus.
Don Benito gehörte zu den Austragungsorten der U-16-Fußball-Europameisterschaft 1988 und der U-18-Fußball-Europameisterschaft 1994. 2004 fand in Don Benito die Spanische Straßen-Radmeisterschaft statt.

## Söhne und Töchter der Stadt
- Juan Donoso Cortés (1809–1853), Diplomat, Politiker und Staatsphilosoph
- Fernando Puig Rosado (1931–2016), Maler, Grafiker, Illustrator und Animationsfilmer
- Felipe Lara (* 1945), Flamencosänger
- Justo Rodríguez Gallego (* 1954), Geistlicher, Weihbischof in Zárate-Campana
- Jesús Sánchez Adalid (* 1962), Autor historischer Romane
- Juan Manuel Gómez Sánchez (bekannt als Juanma; * 1981), Fußballspieler
- Jesús Gil Manzano (* 1984), Fußballschiedsrichter
- Pedro Porro (* 1999), Fußballspieler